# Fonda Espanya (Cervera)
La Fonda Espanya és una obra de Cervera (Segarra) protegida com a Bé Cultural d'Interès Local.

## Descripció
Edifici entre mitgeres, situat al nucli antic del municipi, proper al portal i la torre angular de la muralla del sector meridional. La finca és de planta rectangular i té una distribució de soterrani, planta baixa i dos pisos. La façana està delimitada per faixes configurades per carreus ben escairats i compta amb tres nivells d'obertures: a la planta baixa, els accessos propis al cafè restaurant, al primer pis, tres obertures unides per una balconada i el darrer nivell, per una gran galeria coberta, separada en tres obertures d'arc pla que compten amb pilars i una gran balustrada. El parament de la façana està arrebossat i pintat d'un to groguenc, els elements de suport i decoratius, en canvi, són de color blanc. En aquest sentit, hi destaquen els entaulaments, les palemetes i les pilastres jòniques de la balconada, així com la línia d'imposta entre el primer i segon pis, on hi ha una cornisa amb cartel·les. La coberta del conjunt és de teula àrab i té una inclinació composta.